# Cosmisoma scopipes
Cosmisoma scopipes là một loài bọ cánh cứng trong họ Cerambycidae.